# Ернст Кройдер
Ернст Кройдер (на немски: Ernst Kreuder) е немски писател, автор на романи, разкази, есета и стихотворения.

## Биография
Ернст Кройдер е роден през 1903 г. в саксонския градец Цайц. Израства в бедни условия в Офенбах на Майн, където завършва гимназия. Обучава се за банков чиновник и после следва философия, история на литературата и криминология във Франкфурт на Майн, но не завършва. За да финансира следването си, извършва помощни работи в железодобивна мина, в тухларница и по строежи.
През 1926/27 г. предприема с приятел 13-месечно странстване из Югославия, Албания и Гърция. Пътешествието завършва с финансова и здравословна катастрофа.
През тези години Кройдер се присъединява към южнохесенската художествена група на „анималиститет“, които се прекланят пред литературното дело на писатели като Ханс Хени Ян, Готфрид Бен, Лудвиг Клагес, Теодор Дойблер и Алфред Дьоблин.
Още през 20-те години Кройдер започва да публикува фейлетони във Франкфуртер цайтунг. От 1932 г. пише за мюнхенското сатирично списание Симплицисимус и става негов редакционен помощник.
След като през 1933 г. на власт в Германия идва Хитлер, Кройдер се оттегля от литературния живот и от 1934 до 1940 г. живее в уединение със съпругата си в старата „Кайзермюле“ край Дармщат. За да се препитава, пише приключенски и гротескни къси разкази, които излизат в многобройни вестници и списания в нацистката държава. Наред с това започва работа над обемистия си роман „Неоткриваемите“ („Die Unauffindbaren“), който може да излезе едва през 1948 г.
От 1940 до 1945 г. Кройдер трябва за дълго да отложи писателската си дейност, понеже е мобилизиран във Вермахта. Служи в Рурската област към противовъздушната отбрана.
След двумесечен престой в американски военнопленнически лагер се завръща напълно обезсилен и смазан в старата „Кайзермюле“.
През 1946 г. успява да публикува новелата „Компанията от тавана“ („Die Gesellschaft vom Dachboden“), която предизвиква голям интерес и подготвя почвата за обемистия му роман.
През 1949 г. Кройдер е предложен от Алфред Дьоблин за член на Академият на науките и литературата в Майнц. От този период датира познанството и краткотрайното му приятелство с писателя Арно Шмит.
През 1953 г. Ернст Кройдер е удостоен с най-престижната немска литературна награда „Георг Бюхнер“.
До края на живота си се издържа от тежък и недооценен писателски труд.
Умира от сърдечен удар по Коледа на 1972 г. в Дармщат.

### Романи и разкази
- Die Nacht der Gefangenen, 1939
- Das Haus mit den drei Bäumen, 1944
- Die Gesellschaft vom Dachboden, 1946
- Schwebender Weg. Die Geschichte durchs Fenster, 1947
- Die Unauffindbaren, 1948
- Herein ohne anzuklopfen, 1954
- Agimos oder die Weltgehilfen, 1959
- Spur unterm Wasser, 1963
- Tunnel zu vermieten, 1966
- Hörensagen, 1969
- Der Mann im Bahnwärterhaus, 1973
- Luigi und der grüne Seesack und andere Erzählungen, 1980
- Phantom der Angst, 1987

### Стихотворения
- Sommers Einsiedelei, 1956

### Размишления
- Zur literarischen Situation der Gegenwart, 1951
- Georg Büchner. Existenz und Sprache, 1955
- Das Unbeantwortbare. Die Aufgaben des modernen Romans, 1959
- Zur Umweltsituation des Dichters, 1961
- Dichterischer Ausdruck und literarische Technik, 1963

## Награди и отличия
- 1953: „Награда Георг Бюхнер“